# Harrisonia abyssinica
Harrisonia abyssinica là một loài thực vật có hoa trong họ Cửu lý hương. Loài này được Oliv. mô tả khoa học đầu tiên năm 1868.